# Bruidsvlucht (biologie)

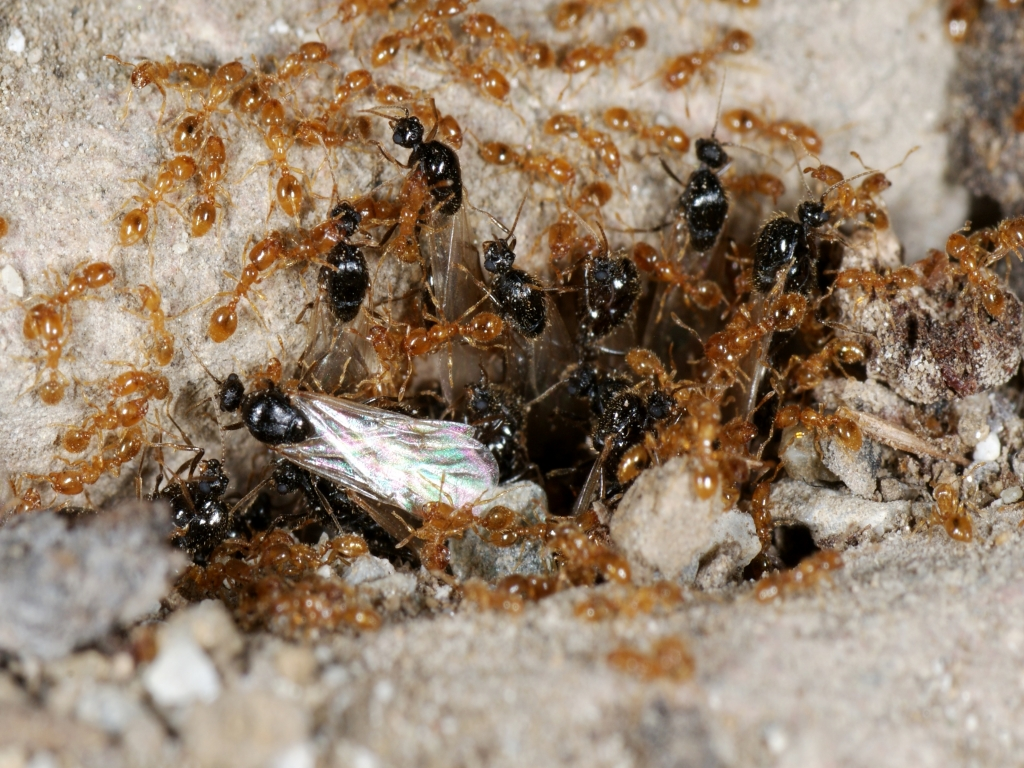
Bruidsvlucht van diefmieren (Solenopsis fugax)

De bruidsvlucht is bij veel insecten die in een kolonie leven onderdeel van de voortplanting. Op een drukkende zomerse dag zullen de pasgeboren koninginnen en de mannetjes in golven het nest uitvliegen. Tijdens de bruidsvlucht ontmoeten ze soortgenoten uit een ander nest. De wijfjes slaan genoeg sperma op voor de rest van hun leven. Dit krijgt ze van één of meer mannetjes die vrij snel na de bruidsvlucht sterven.
Wat er na de paring gebeurt, is per soort verschillend. Een wesp gaat op zoek naar een geschikte plek om een nieuwe kolonie te bouwen. Een honingbij keert terug naar het eigen nest. Een mier werpt de vleugels af.